# Yuen Ren Chao
Yuen Ren Chao (chinês tradicional: 趙元任, pinyin: Zhào Yuánrèn; Tianjin, 3 de novembro de 1892 – Cambridge, 25 de fevereiro de 1982) foi um linguista sino-americano, educador, estudioso, poeta e compositor, mais conhecido por suas contribuições ao estudo moderno da gramática e da fonologia da língua chinesa.  Chao nasceu e cresceu na China, indo para a universidade nos Estados Unidos, graduando-se nas universidades de Cornell e Harvard. Poliglota e linguista com talento natural, Chao é mais conhecido pelo seu Mandarin Primer, um dos livros didáticos mais usados em mandarim durante o século XX e pelo esquema de romanização Gwoyeu Romatzyh, o qual, diferentemente do pinyin e de outros sistemas, transcreve a pronúncia do mandarim sem precisar de diacríticos para indicar os tons.

## Biografia
Nascido em Tianjin com raízes em Changzhou, na província de Jiangsu, Chao foi para os Estados Unidos através de um programa estudantil em 1910 para estudar matemática e física na universidade Cornell, onde foi colega e amigo de toda a vida de Hu Shih, líder do Movimento da Nova Cultura. Ele desenvolveu interesse pela filosofia e obteve um Ph.D. nessa disciplina na universidade de Harvard em 1918 com uma dissertação intitulado "Continuidade: Estudo em Metodologia".
Já no meio universitário, seus interesses passaram à música e às línguas. Ele falava alemão e francês fluentemente, além de ter algum conhecimento de japonês, além de ter algum conhecimento de leitura de latim clássico e grego antigo. Ele trabalhou como intérprete de Bertrand Russell quando este visitou a China em 1920. Em seu livro My Linguistic Autobiography, ele escreveu sobre sua habilidade em "pegar" um dialeto chinês rapidamente, sem muito esforço. Chao possuía um dom em ouvir as distintas pronúncias de modo notável por sua acuidade, permitindo-lhe memorizar os sons dos vários dialetos com algo grau de precisão.
Chao retornou à China em 1920, ensinando matemática na universidade de Tsinghua. Um ano mais tarde, ele retornou aos Estadios Unidos para ensinar em Harvard. Ele novamente retornou à China em 1925, lecionando em Tsinghua e iniciando uma pesquisa sobre os dialetos da língua wu em 1926. Ele começou a fazer pesquisa de campo linguística por toda a CHina para o Instituto de História e Filologia da Academia Sinica de 1928 em diante. Durante essa época, ele colaborou com Luo Changpei e Li Fang-Kuei, os outros grandes linguistas chineses de sua geração, para editar e verter para o chinês a monumental obra de Bernhard Karlgren, Études sur la Phonologie Chinoise (publicada em 1940).
Ele partiu para os Estados Unidos em 1938, residindo no país dali em diante. Em 1945, ele serviu como presidente da Linguistic Society of America, e uma edição especial da revista da sociedade - Language - foi dedicada a ele em 1966. Ele naturalizou-se americano em 1954. Na década de 1950 ele estava entre os principais membros da Society for General Systems Research. De 1947 a 1960, ele lecionou na Universidade da Califórnia em Berkeley, onde em 1952 ele tornou-se professor de Línguas Orientais.
Em 1920 ele casou-se com a médica Yang Buwei. A cerimônia foi simples, diferentemente do barulhento casamento tradicional, a qual teve o comparecimento de Hu Shi e mais outro amigo. O relato de Hu nos jornais fez do casal um modelo de casamento moderno para o Movimento da Nova Cultura chinês. Tanto Chao quanto sua esposa eram conhecidos pelo senso de humor, seu gosto pelas anedotas sutis e pelos trocadilhos linguísticos: eles publicaram uma obra de história familiar intitulada Life with Chaos: the autobiography of a Chinese family.
Já na velhice, Chao foi convidado por Deng Xiaoping para visitar a China em 1981. Antes, convidados pelo premiê Zhou Enlai, Chao e sua esposa retornaram à China em 1973 pela primeira vez desde a década de 1940. Ele visitou novamente a China entre maio e junho de 1981 após sua esposa ter falecido em março daquele ano. Ele faleceu em Cambridge, Massachusetts. Sua filha mais velha Rulan Chao Pian (赵如兰/趙如蘭) (1922–2013) foi professora de Estudos do Extremo Oriente e de Música em Harvard. Sua terceira filha Lensey Namioka (赵来思/趙來思), nascida em 1929, é autora de livros infantis e matemática.

## Trabalho
Durante sua permanência nos Estados Unidos em 1921, Chao registrou a pronúncia do chinês padrão em discos de gramofone, posteriormente distribuídos nacionalmente, como proposto pela Comissão de Unificação da Pronúncia. Ele é o autor de um dos mais importantes trabalhos de gramática chinesa, A Grammar of Spoken Chinese (Berkeley: University of California Press, 1968), que foi vertido separadamente para o chinês por Lü Shuxiang (吕叔湘) em 1979 e por Ting Pang-hsin (丁邦新) em 1980.  Foi uma expansão dos capítulos de gramática nos primeiros livros didáticos, Mandarin Primer e Cantonese Primer. Ele também foi o coautor de Concise Dictionary of Spoken Chinese, que foi o primeiro dicionário a marcar os caracteres chineses por sua ligação ou ausência de ligaçãp.
O chinês geral (通字) é um sistema fonético inventado por ele para representar as pronúncias de todas as principais variantes da língua chinesa simultaneamente. Não se trata de um sistema específico de romanização, mas sim de dois sistemas alternativos: um deles emprega os caracteres chineses foneticamente, como um silabário e o outro é um sistema alfabético de romanização com valores fonéticos e grafias tonais para o Gwoyeu Romatzyh. Chao também contribuiu para o Alfabeto Fonético Internacional com as letras tonais de Chao.
Sua versão do livro de Lewis Carroll, Alice no País das Maravilhas, na qual ele tentou o mais que pôde preservar todos os jogos de palavras do original, é considerada "uma peça clássica de arte verbal." 
Ele também escreveu o poema The Lion-Eating Poet in the Stone Den. Esse texto chinês consiste de 92 ideogramas 92 characters, todos eles com sons shī, shí, shǐ e shì (os diacríticos indicam os quatro tons do mandarim). Quando escrito usando os caracteres chineses, o texto pode ser compreendido, mas fica incompreensível se lido em voz alta, e também incompreensível quando escrito em forma romanizada através do alfabeto latino. Este exemplo é frequentemente usado como argumento contra a romanização da língua chinesa.
Chao verteu Jabberwocky para o chinesa ao inventar caracteres para imitar o que Rob Gifford descreve como "o conteúdo dinâmico do original de Carroll."
A senhora Chao publicou How to Cook and Eat in Chinese em 1946, e o livro teve várias edições subsequentes. Chao escreveu o texto baseado nas receitas e nas experiências de sua esposa. Ele ou a filha Rulan cunhou os termos "pot sticker" e "stir fry" para esse livro, termos amplamente usados na atualidade na língua inglesa.